# Jacques Baynac
Jacques Baynac (Agen, Francia; 1939-4 de enero de 2024) fue un historiador especialista de la Revolución rusa, novelista y guionista francés. Fue partidario del Comunismo de consejos.

## Biografía
Baynac nació en una familia de resistentes (su padre fue capitán en el grupo Veny en Lot-et-Garonne, y su tío dirigente en las Juventudes comunistas fue ejecutado en el Mont-Valérien en 1942). Hizo sus estudios de historia en la École pratique des hautes études.
En 1960, rechaza combatir en la Guerra de Argelia y se va durante seis años al extranjero. Durante ese periodo, vive en siete países en tres continentes y vuelve vacunado contra la revolución sobre el modelo leninista.
De vuelta en Francia en 1966, es empleado durante dos años (1967-1968) en la librería La Vieille Taupe de Pierre Guillaume y participa en el grupo político informal del mismo nombre, pero rompe definitivamente con Guillaume en 1969.
 En octubre de 1980, Baynac denuncia en el artículo « La gangrène » las derivas negacionistas de Pierre Guillaume.
En sus libros, Baynac ha desmitificado la historia de la Revolución rusa y ha dedicado varios años en investigar la vida de Jean Moulin. Su libro Les Secrets de Jean Moulin, publicado en 1998, creó la polémica (tuvo que afrontar tres procesos judiciales que ganó). En ese libro, Baynac muestra que antes de la guerra y hasta julio de 1941, Moulin hacía parte de una red de relaciones donde habían miembros de la IIIa Internacional (entre ellos Louis Dolivet).
También ha producido y realizado documentales para la cadena de televisión Arte.

## Obras

### En español
- El terror bajo Lenin, colección Acracia, Tusquets editor, 1978.
- Mayo del 68 : la revolución de la revolución, Acuarela, 2017.

### Obras de historia
- Sur 1905 (avec Laura Engelstein, René Girault, E. L. Keenan et Avraham Yassour) Champ Libre, Paris, 1974 ISBN 2-85184-010-X
- La Terreur sous Lénine (1917-1924) (avec Alexandre Skirda et Charles Urjewicz), Sagittaire, 1975, réédition Livre de Poche, 2003, 385 p. ISBN 2-253-94349-5
- Jan Valtin (pseudonyme de Richard Krebs), Sans patrie ni frontières ((en inglés)Out Of The Night), postface de Jacques Baynac. (Mémoires), J.-C. Lattès, 1975.
- Ravachol et ses compagnons, avec Flavio Costantini, 1976.
- Mai retrouvé. Contribution à l'histoire du mouvement révolutionnaire du 3 mai au 16 juin 1968, Robert Laffont, 1978.
- Les Socialistes-révolutionnaires (mars 1881 - mars 1917), Robert Laffont, 1979, réédition en 1992 ISBN 2-221-00388-8
- La Révolution gorbatchévienne, Arpenteur, 1989 ISBN 2-07-078004-X
- Les Secrets de l'affaire Jean Moulin, Le Seuil, 1998 ISBN 2-02-037172-3
- Présumé Jean Moulin (1940-1943), Grasset, 2007 (ISBN 978-2-246-62811-8
- L'Amie inconnue de Jean Moulin, Grasset, 2011 (ISBN 978-2-2467-5741-2

### Novelas
- Kamo, Fayard, 1972
- Le Roman de Tatiana, Denoël, 1985
- Le Cheval blême, Denoël, 1998

## Filmografía

### Director
- 1996 : L'eau et le feu, documentaire sur la pollution en Russie dans la deuxième partie des années 1990.
- 1996 : L’Énergie du désespoir, documentaire sur la pollution liées au nucléaire et aux déchets radioactifs, en Russie.

### Guionista
- Le Grand Soir de Francis Reusser (1976).
- Derborence de Francis Reusser (1984), sélection officielle du festival de Cannes 1985.
- Dernier cri de Bernard Dubois (1986).
- L'Air du crime d'Alain Klarer.
- (en inglés) The Chekist d'Alexander Rogozhkin (France-Russie, 1992).
- La Victoire des ténèbres (téléfilm, 1992) d'Igor Maslennikov.
- Créer en URSS de Philippe Naoun (1992).
- La Clef de Pavel Tchoukhraï (1992).
- L'Inondation d'Igor Minaiev (1994).